# Araneus elizabethae
Araneus elizabethae är en spindelart som beskrevs av Levi 1991. Araneus elizabethae ingår i släktet Araneus och familjen hjulspindlar. Inga underarter finns listade i Catalogue of Life.